# Cassian Andor
Cassian Andor, is een personage uit de film Rogue One: A Star Wars Story en de televisieserie Andor waarin hij gespeeld wordt door Diego Luna.